# Aeropuerto de Cát Bi
El Aeropuerto Cat Bi  (IATA: HPH, OACI: VVCI) está localizado en Haiphong, Vietnam. Los A-26 Invader de Fuerza Aérea de Francia durante la primera guerra de Indochina.

## Aerolíneas y destinos
- Vietnam Airlines (Ciudad Ho Chi Minh, Da Nang)
- VietJet Air (Ciudad Ho Chi Minh, Da Nang, Nha Trang, Pleiku, Seoul, Bangkok)
- Jetstar Pacific Airlines (Dong Hoi, Da Nang, Ciudad Ho Chi Minh)